# A Connecticut Yankee in King Arthur's Court (1949)
A Connecticut Yankee in King Arthur's Court is een Amerikaanse filmkomedie uit 1949 onder regie van Tay Garnett. Het scenario is gebaseerd op de gelijknamige roman uit 1889 van de Amerikaanse auteur Mark Twain.

## Verhaal
Na een val van zijn paard wordt de Amerikaan Hank Martin wakker in het land van koning Arthur. Hij wordt er verliefd op jonkvrouwe Alisande La Carteloise en hij sluit vriendschap met ridder Sagramore.

## Rolverdeling
| Acteur           | Personage              |
| ---------------- | ---------------------- |
| Bing Crosby      | Hank Martin            |
| Rhonda Fleming   | Alisande La Carteloise |
| Cedric Hardwicke | Koning Arthur          |
| William Bendix   | Sagramore              |
| Murvyn Vye       | Merlijn                |
| Virginia Field   | Morgana                |
| Joseph Vitale    | Logris                 |
| Henry Wilcoxon   | Lancelot               |
| Richard Webb     | Galahad                |
| Alan Napier      | Beul                   |
| Julia Faye       | Penelope               |
| Mary Field       | Boerin                 |
| Ann Carter       | Boerenmeisje           |